# ژائو بینگجون
ژائو بینگجون (انگلیسی: Zhao Bingjun; ۳ فوریهٔ ۱۸۵۹ – ۲۷ فوریهٔ ۱۹۱۴) سیاست‌مدار بود.